# Fontana della Ninfa

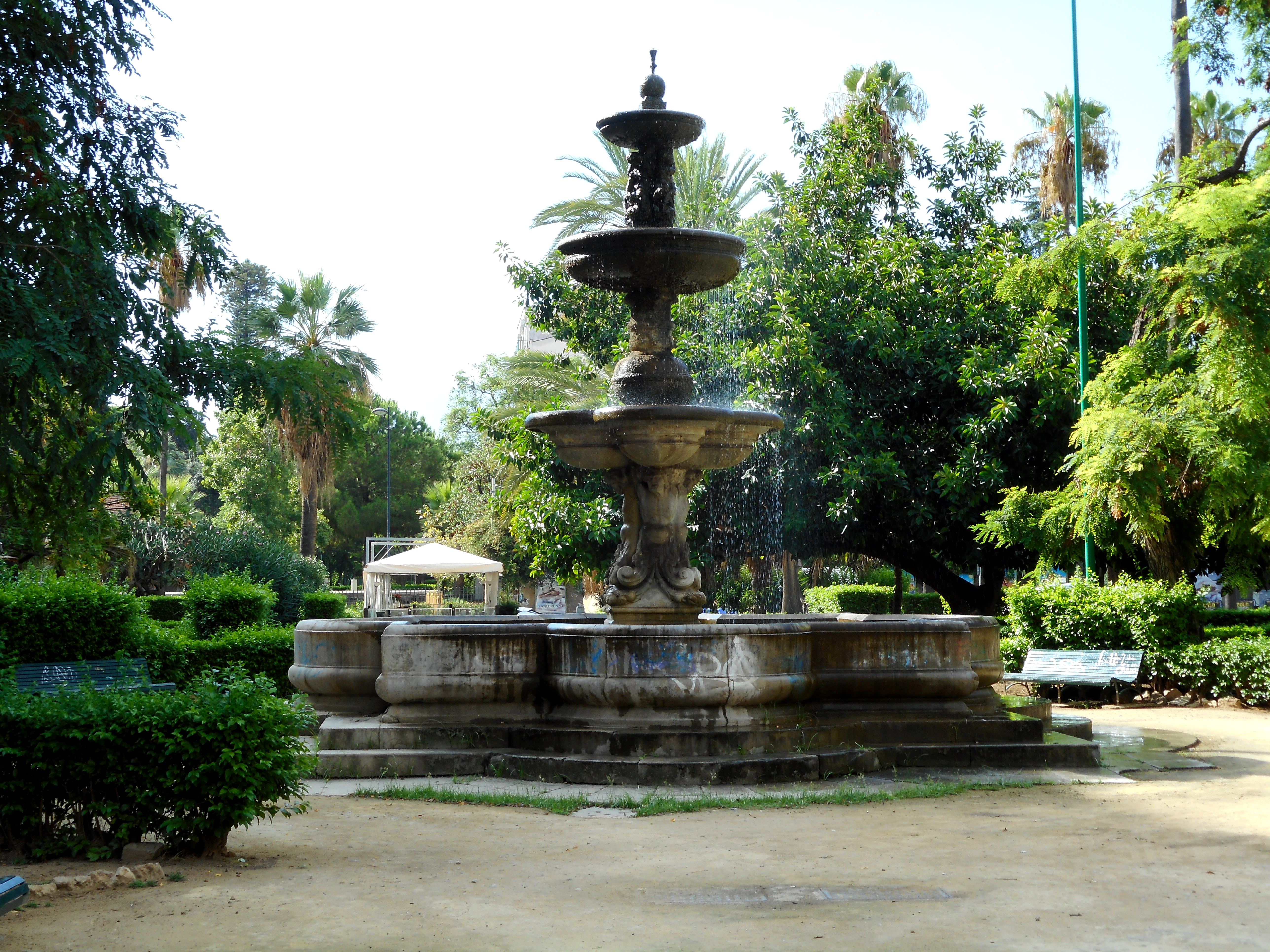
Fontana di piazza Alberico Gentili

La fontana della Ninfa è una fontana barocca di Palermo, progettata da Vincenzo La Barbera e realizzata nel 1635 da Mariano Smiriglio.

## Storia e descrizione
Anticamente la fontana faceva parte, insieme alle statue marmoree di Gaspare Guercio raffiguranti sant'Antonio da Padova e san Pietro d'Alcantara, di un complesso scultoreo di forma semicircolare progettato per adornare il centro dell'area dove furono costruiti la chiesa di Sant'Antonio di Padova e l'attiguo convento. In questo modo l'intera piazza, che si trovava nei pressi di quella che oggi è via Lincoln, aveva la forma di un anfiteatro.
Verso il 1873-1875 la fontana della Ninfa, in seguito ai nuovi progetti urbanistici del capoluogo siciliano, fu trasferita nella parte nuova della città in piazza Alberico Gentili, inizialmente era collocata presso la porta di Sant'Antonio sulla via Maqueda. Secondo lo stesso progetto, le due statue dei Santi avrebbero dovuto essere collocate all'interno delle nicchie presenti nelle due colonne di Porta Nuova. In realtà vennero poste all'interno del cortile del convento antistante la chiesa.
La sontuosa fontana, di gusto tipicamente barocco, è costituita da una grande vasca quadrilobata e da una serie decrescente di tre conche sostenute da puttini e sirene.